# 額瘤盔魚
額瘤盔魚，為輻鰭魚綱鱸形目隆頭魚亞目隆頭魚科的其中一種，被IUCN列為易危保育類動物，分布於西南太平洋澳洲、豪勳爵島海域，體長可達60公分，棲息在水淺的珊瑚礁、岩礁區海域，成小群活動，以腹足類、甲殼類等為食，生活習性不明，可作為觀賞魚。

## 擴展閱讀
維基物種上的相關：額瘤盔魚